# São João da Fronteira
São João da Fronteira är en kommun i Brasilien.   Den ligger i delstaten Piauí, i den östra delen av landet, 1 500 km nordost om huvudstaden Brasília. Antalet invånare är 5 608.
Omgivningarna runt São João da Fronteira är huvudsakligen savann. Runt São João da Fronteira är det glesbefolkat, med 10 invånare per kvadratkilometer.